# Women’s History Month
Der Women’s History Month ist ein Monat, der die Beiträge von Frauen zu Ereignissen in der Geschichte und der heutigen Gesellschaft hervorhebt. Er wird im März in den Vereinigten Staaten, im Vereinigten Königreich und in Australien gefeiert, entsprechend dem Internationalen Frauentag am 8. März, und im Oktober in Kanada, entsprechend der Feier des Persons Day am 18. Oktober.
Die Gedenkfeier begann 1978 als „Tag der Frauengeschichte“ im kalifornischen Sonoma County und wurde von Gerda Lerner und der National Women’s History Alliance unterstützt, um in den Vereinigten Staaten als nationale Woche (1980) und dann als Monat (1987) anerkannt zu werden. verbreitete sich danach international.

## Geschichte
In den Vereinigten Staaten geht der Women’s History Month auf den ersten Internationalen Frauentag im Jahr 1911 zurück. Laura X organisierte am Internationalen Frauentag 1969 einen Marsch in Berkeley, Kalifornien; Bis dahin war der Internationale Frauentag in den Staaten weitgehend vergessen worden. Der Marsch führte zur Gründung des Women’s History Research Center, einem zentralen Archiv der Frauenbewegung von 1968 bis 1974. Laura X hielt es außerdem für ungerecht, dass die Hälfte der Menschheit nur einen Tag im Jahr hat, und forderte, dass ein nationaler Monat für die Frauengeschichte rund um den Internationalen Frauentag organisiert werden sollte. Das Women’s History Research Center sammelte fast eine Million Dokumente auf Mikrofilm und stellte Ressourcen und Aufzeichnungen der Frauenbewegung zur Verfügung, die jetzt über die National Women's History Alliance verfügbar sind, die ihre Ideen weiterführte und unter anderem erfolgreich beim Kongress eine Petition einreichte, um den März zur Frauengeschichte zu erklären Monat. 1978 nahm der Schulbezirk von Sonoma, Kalifornien, an der „Women’s History Week“ teil, einer Veranstaltung, die rund um die Woche vom 8. März (Internationaler Frauentag) stattfand. 1979 fand vom 13. bis 29. Juli am Sarah Lawrence College eine fünfzehntägige Konferenz über Frauengeschichte unter dem Vorsitz der Historikerin Gerda Lerner statt. Es wurde vom Sarah Lawrence College, der Women’s Action Alliance und der Smithsonian Institution gemeinsam gesponsert. Als die Teilnehmerinnen vom Erfolg der Feierlichkeiten zur Women’s History Week im Sonoma County erfuhren, beschlossen sie, ähnliche Feierlichkeiten in ihren eigenen Organisationen, Gemeinden und Schulbezirken zu initiieren. Sie einigten sich auch darauf, die Bemühungen zur Sicherung einer nationalen Woche der Frauengeschichte zu unterstützen.
Im Februar 1980 erklärte Präsident Jimmy Carter die Woche vom 8. März 1980 zur „National Women's History Week“. In der Proklamation heißt es: „Von den ersten Siedlern, die an unsere Küsten kamen, von den ersten indianischen Familien, die sich mit ihnen anfreundeten, haben Männer und Frauen zusammengearbeitet, um diese Nation aufzubauen. Zu oft blieben die Frauen unbemerkt und manchmal blieben ihre Beiträge unbemerkt. Aber.“ Die Leistungen, Führungsqualitäten, der Mut, die Stärke und die Liebe der Frauen, die Amerika aufgebaut haben, waren ebenso wichtig wie die der Männer, deren Namen wir so gut kennen. Wie Dr. Gerda Lerner bemerkte: Frauengeschichte ist Frauenrechte. Es ist ein wesentliches und unverzichtbares Erbe, aus dem wir Stolz, Trost, Mut und eine weitreichende Vision schöpfen können. Ich bitte meine amerikanischen Landsleute, dieses Erbe durch entsprechende Aktivitäten während der National Women's History Week vom 2. bis 8. März 1980 zu würdigen. Ich fordere die Bibliotheken, Schulen und Gemeindeorganisationen auf, ihre Feierlichkeiten auf die Führungskräfte zu konzentrieren, die für Gleichberechtigung gekämpft haben – Susan B. Anthony, Sojourner Truth, Lucy Stone, Lucretia Mott, Elizabeth Cady Stanton, Harriet Tubman und Alice Paul. Die wahre Geschichte von Verstehen unseres Landes wird uns helfen, die Notwendigkeit vollständiger Gleichheit vor dem Gesetz für alle unsere Menschen zu verstehen. Dieses Ziel kann durch die Ratifizierung des 27. Zusatzartikels zur Verfassung der Vereinigten Staaten erreicht werden, in dem es heißt: „Die Gleichheit der Rechte nach dem Gesetz darf nicht verweigert werden.“
Als Reaktion auf die wachsende Beliebtheit der Women’s History Week unterstützten Senatoren Orrin Hatch und Barbara Mikulski 1981 gemeinsam die erste gemeinsame Kongressresolution, in der eine Women's History Week proklamiert wurde. Der Kongress verabschiedete seinen Beschluss als Pub. L. 97-28, das den Präsidenten ermächtigte und aufforderte, die Woche ab dem 7. März 1982 zur „Women’s History Week“ zu erklären. In den folgenden Jahren verabschiedete der Kongress weiterhin gemeinsame Resolutionen. Schulen im ganzen Land begannen auch, ihre eigenen lokalen Feierlichkeiten zur Women’s History Week und sogar zum Women’s History Month zu veranstalten. Bis 1986 hatten vierzehn Bundesstaaten den März zum Women’s History Month erklärt.
Im Jahr 1987 verabschiedete der Kongress auf Antrag des National Women’s History Project Pub. L. 100-9, das den Monat März 1987 zum Monat der Frauengeschichte erklärte. Zwischen 1988 und 1994 verabschiedete der Kongress zusätzliche Resolutionen, in denen er den Präsidenten aufforderte und ermächtigte, den März eines jeden Jahres zum Monat der Frauengeschichte zu erklären. Seit 1988 geben US-Präsidenten jährliche Proklamationen heraus, in denen sie den Monat März zum Monat der Frauengeschichte erklären.
Die staatlichen Bildungsministerien begannen außerdem, die Feierlichkeiten zum Women’s History Month zu fördern, um die Gleichstellung der Geschlechter im Klassenzimmer zu fördern. Maryland, Pennsylvania, Alaska, New York, Oregon und andere Bundesstaaten entwickelten und verteilten Lehrplanmaterialien an allen ihren öffentlichen Schulen, was zu Bildungsveranstaltungen wie Aufsatzwettbewerben führte. Innerhalb weniger Jahre begannen Tausende von Schulen und Gemeinden, den Monat zu feiern. Sie planten ansprechende und anregende Programme über die Rolle der Frau in Geschichte und Gesellschaft, mit Unterstützung und Ermutigung von Gouverneuren, Stadträten, Schulbehörden und dem US-Kongress.
Im März 2011 veröffentlichte die Obama-Regierung einen Bericht mit dem Titel „Women in America: Indicators of Social and Economic Well-Being“, der den Status der Frau in den USA im Jahr 2011 und ihre Veränderungen im Laufe der Zeit zeigt. Dieser Bericht war der erste umfassende Bundesbericht über Frauen seit dem Bericht der Kommission der Vereinten Nationen zur Rechtsstellung der Frau im Jahr 1963.

### Kanada
Der Women's History Month wurde 1992 in Kanada ausgerufen. Sein Ziel ist es, den Kanadiern „eine Gelegenheit zu geben, etwas über den wichtigen Beitrag von Frauen und Mädchen zu unserer Gesellschaft – und zur Qualität unseres heutigen Lebens“ zu erfahren. Der Oktober wurde so gewählt, dass am 18. Oktober der Jahrestag der Entscheidung des Gerichtsfalls Edwards gegen Kanada, gefeiert wird, in dem festgestellt wurde, dass kanadische Frauen berechtigt sind, zu Senatorinnen ernannt zu werden.

### Australien
Der Women's History Month wurde erstmals im Jahr 2000 in Australien gefeiert, initiiert von Helen Leonard, Leiterin des National Women’s Media Centre, in Zusammenarbeit mit der Women’s Electoral Lobby. Die Organisation der jährlichen Feierlichkeiten zum Women's History Month ist Teil der Arbeit des Australian Women’s History Forum.

### Deutschland
In Deutschland gibt es keinen offiziellen oder verbreiteten Women’s History Month, er wird jedoch trotzdem von einigen Feministen gefeiert.